# Nagyvázsony-Tótvázsonyi atomraktár
A szovjet csapatok magyarországi nagyvázsony-tótvázsonyi atomraktára — amint ezt neve is jelzi — Nagyvázsony és Tótvázsony térségében épült, egy erdős dombháton.

## A robbanófejek raktározásának szovjet stratégiája
A Szovjetunió atomfegyverkészlete az 1949. augusztus 29-ei első robbantás óta intenzíven növekedett, így az 1950-es évek elején Moszkva több, akkor még országos atomfegyver-tárolót hozott létre. Eleinte az összes ilyen jellegű fegyvert egy Szarov (akkori fedőneve Arzamasz-16) nevű, a térképeken nem jelölt, szigorúan elzárt városban, a „11-es számú Tervező Hivatal” üzemi területén őrizték. Az első négy központi tároló 1955–1957 között készült el. Később további 24 ilyen létesítményt építettek országszerte. Mindegyik Arzenálnak hívott központi tárolóhoz meghatározott, a szárazföldi csapatokat, a légierőt és a haditengerészetet kiszolgáló, később a Varsói Szerződés tagállamaiban épített objektumokhoz rendelt javító-technikai bázisok (Ремонтно-Техническая База – RTB) is tartoztak. A szállítás, a tárolás, a szerelés és a karbantartás a Honvédelmi Minisztérium  12. GUMO- főigazgatóságának (12-е Главное Управление Министерства Обороны) fennhatósága alá tartozott.
A Magyarországon állomásozó szovjetek feltehetően az ukrajnai Ivano Frankovszktól délre, a magyar határtól alig 140 kilométerre létrehozott 711-es számú Arzenálból kapták a hidegháború idején az atomfejeiket. Erre utal, hogy Nyírteleken önálló szállító osztályt állomásoztattak.

## Szállítás
A 711-es számú Arzenálból Nyírtelekre a robbanófejeket egyaránt szállították repülőkkel és vasúton, majd a kirakodás után dobozos ZiL-157, később ZiL-131 típusú teherautókon.
A szállítás és közben folyamatosan ügyelni kellett hőmérsékletre és a páratartalomra (15–17°C és 40–70 rel. %). A Nagyvázsony-Tótvázsony melletti bázison kívül Magyarországon 4 további helyen tároltak állandó jelleggel atomfegyvereket:
- Kunmadarason és
- Kiskunlacházán a légierő;
- Császáron a harcászati rakétaosztályok és
- Tabon (a dombóvári hadműveleti-harcászati rakétadandár) a szárazföldi alakulatok részére.[1]

Az öt tároló kettő típusterv alapján épült:
- Kunmadarason a "Bazalt" (641-es) típus az 1960-as évek derekától,
- Kiskunlacházán, Tabon és Császáron a "Gránit" verzió a hetvenes évek közepétől.

## Tárolás
A nagyvázsonyi raktárt 1967–1968-ban építtették fel a 7-es kategóriájú/kódú rakétafejek (изделие № 7, Scud-A) részére. A bázis északi részén és a cikkhez mellékelt térképen sárgával jelölt két tároló szögeltérésére azért volt szükség, hogy egy esetleges találat miatt ne sérüljön meg az összes rakodónyílás.
A két, egymástól kb. 100 méterre földbe ásott és a kitermelt földdel betemetett, téglatest alakú, 24,3x40,5 méter alapterületű bunker közepén keresztirányban emelkedik ki egy galériaszerű, kétszintes csarnok. Ennek kétoldalian szimmetrikus felső részéről nyíltak a külső nagy rakodóajtók, amelyek túloldalán egy hullámlemezzel fedett, álcahálóval borított, egy oldal kivételével körkörösen zárt, rámpás rakodóteret alakítottak ki, ahová oldalanként 4-4 fejszállító teherautó tudott beállni. A dobozos szállítójárművek az objektum déli, az északitól többsoros kerítéssel elválasztott területén kialakított, 36 kapus garázs egy részében parkoltak. A bázishoz tartozó egyéb gépjárművek szintén ebben a 160 méter hosszú épületben álltak egymás mögött, típustól függően akár két-három darab is. A beállók fölé a keresztgerendára kis sárga táblákat rögzítettek, amelyeken a gépjármű típusát, rendszámát és a vezetőjének nevét írták fel (akárcsak más szovjet bázisokon). A tárolók környékén mozogni, rakodni, anyagot mozgatni szigorúan csak az ellenséges műholdak átrepülése után, tehát leginkább éjszaka volt szabad.
A központi csarnok alsó szintjének egyik oldalából nyílt a 4 darab 21x5,7x2,4 méteres tárolóterem, a műtárgy másik oldalán pedig a bunker üzemeltetését, működését biztosító helyiségekhez vezető folyosó. Ebben a részben volt a lég- és gázzsilipes személyi bejárat, a dízellel működtetett aggregátorszoba, a levegőztető, a szellőztető rendszer, a szűrők, a vezérlő szoba, a víztartály, az akkumulátorok, a munkaszobák és mellékhelyiségek is. A létesítmény három üzemmódban tudott működni, amit a szovjet és a korabeli magyar nevezéktan (lásd a budai Várhegy alatti P/50-s bunkernál) „Rezsim” rendszernek hívott:
- I. Békeidőben a kívülről beszívott levegőt mindenféle szűrés nélkül keringették a rendszerben.
- II. Harckészültség idején a kívülről beszívott levegőt átvezették a durva por-, radiológiai-, vegyi- és aktív szénszűrőn is.
- III. Harci helyzetben a bunkert légmentesen le kellett (volna) zárni, a rendszerben az egyik helyiségben, palackban tárolt sűrített levegőt keringették (volna).[1]

Ez utóbbi üzemmóddal a létesítmény nagyjából 10 órán át működhetett. Békeidőben (I-II. üzem) az objektum külső energiaellátásról működött, és csak a III. üzemmódban kapcsolódott le erről, és ettől automatikusan beindult a 60 kW-os dízelmotor. Várható atomcsapás esetén az ajtókat, szelepeket lezárták, a külső vízellátást leállították. A bunkerben állandó túlnyomás volt, amit a ventilátorok által beszívott levegő mennyiségével tudtak biztosítani. Ha a túlnyomás a megadott érték fölé emelkedett, a szelepek kiengedték a felesleget. Mivel a levegő csak kifelé áramolhatott, kívülről nem kerülhetett az objektumba semmiféle radioaktív szennyeződés. A levegő hőmérsékletét, páratartalmát állandóan ellenőrizték mind a központi csarnokban, mind a gépészeti szobákban és a tárolótermekben.
A tárolóban 4 sorban 42 hornyot/foglalatot szereltek a padlóba, hogy a sorok között kényelmesen mozgathassák az univerzális kiskocsikon az egymás mögé helyezett, hengeres konténerekbe „csomagolt” robbanófejeket. Az itt tárolt, több generációs töltetek hatóereje 1 kt-tól akár több száz kilotonnáig terjedt. (Összehasonlításképpen a Hirosima felett robbant atombomba 13–15 kt körüli volt).
Csehszlovákiában, ahol a termek hosszúsága „csak” 15 méter volt, egy-egy teremben csak 12 tárolóhelyet tudtak kialakítani, és ezeket fel is festették a padlóra. A nagyvázsonyban a rakétafejek száma 15–18 körül lehetett termenként. A kiskocsikra különböző méretű szállítókonténereket rögzíthettek az atom (biológiai/vegyi) fegyvertípus függvényében. Egy ilyen szerelvény a 9T114 típusú kiskocsival és rajta szállított 9Я236 típusú konténerrel üresjáratban 300 kiló; 900 kilós 9N33-as fejjel akár 1,2 tonna is lehetett.
A konténereket nagynyomású héliummal töltötték fel. Erre egyrészt a gáz kémiai közömbössége miatt volt szükség, másrészt pedig azért, hogy a túlnyomásos gáz ne engedje be a nedvességet a konténerekbe. (A hélium így lényegében védőgázként szigetelte le a fejet az esetleges szikráktól és elektromos ívkisülésektől.) A héliumot külön vékony csőhálózaton vezették be a termekbe és töltéskor speciális „pisztollyal” csatlakoztatták a konténerhez. A központi csarnokban is volt egy töltőcsonk, ahová időszakos vizsgálatok idején és összeszereléskor tolták be a rakétafejet. A kiskocsit a konténerrel csak a kijelölt, földre festett jelek mentén lehetett mozgatni. Az 5,7 méter belmagasságú, 24 méter hosszú kétszintes központi csarnok tetejére hosszirányban egy 3,2 tonna teherbírású futódarut is felszereltek.

## A töltetek cseréje
Az atomtöltetet időről időre cserélni kellett. Az ehhez szükséges, nagyjából  cipősdoboz méretű inicializáló neutrongenerátorokat egy külön helyiségben tartották a csarnok végében a rakodóterasz alatt, szintén a padlóhoz rögzítve. Ehhez volt a legtöbb köze a bunker talán legveszélyesebb helyiségének, a „mini labornak”, amely szintén a nagycsarnokból nyílt külön, kétajtós zsilippel és munkaszobával. Ebben a szobában helyezték el az NDK-ban csak „Manipulátornak” hívott átlátszó plexiládát, amelyben a töltet plutónium-berillium neutronforrását  évente háromszor-négyszer cserélték. Ehhez hogy jött egy tiszt a Szovjetunióból. Ő hozta a neutrongenerátort egy kis acélhengerben. Ezt betette a Manipulátorba, mellé pedig a régebbi, cserére szoruló példányt.  Egy technikus a ládához belülről hozzáerősített kesztyűkkel kicserélte a kettőt, miközben egy elszívó állandó vákuumot hozott létre, hogy a roppant veszélyes anyag még véletlenül se kerülhessen ki a levegőbe.
Külön csővezetékhálózata volt a vákuumnak, a héliumnak és a sűrített levegőnek is, ezek kapcsolószekrénye a központi csarnok falán volt. Ugyanott helyezték el a világítás és a daruvezérlő kapcsolóit. Az egységek főkapcsolói a bunker kiszolgáló részének irányító szobájában voltak. A fejszállítmányt (amelyet a szovjetek "termék" vagy "gyártmány" - изделие névvel is illettek) a biztonsági kamrával elválasztott két nagy rakodókapun juttatták be a felső szinten kialakított balkonra, ahonnan a már említett daruval engedték le a csarnok alsó szintjére. A masszív rakodókapuk (ВЗГ- ворота защитно-герметические) mérete 219 x 226 x 43 cm, súlyuk 6,5 t volt. A személyzetnek külön bejáratot alakítottak ki a bunkerdomb tetején. A lejárót jellemzően egy kis kerti fészerre emlékeztető furnérlemezes fülkével álcázták.

## Oktató épület
A bázis északi részén, a tárolóktól kissé nyugatra felépített  nagy, zöldre festett épületben egy szerelőcsarnok és a hozzá kapcsolódó 3–4 tanterem kapott helyet. Itt képezték ki személyzetet, gyakorolták a fej szét- és összeszerelését, rakodását, mozgatását és rögzítését.

## A személyzet
Nincs megbízható adat a raktárban szolgálatot teljesítők létszámáról. Feltehetően legfeljebb húszan dolgozhattak váltásonként. Az atomraktárakban dolgozókat gyakran hívták „süketnémáknak”, mivel tevékenységükről nem beszélhettek senkinek. Hasonlóan találó és némileg konszolidáltabb elnevezés volt a складовщики, azaz „raktári munkások” megszólítás.
Az alakulat postafiókszáma 16205 volt. A katonák egyenruhájukon páncélos állományjelzőt viseltek — ez jellemző volt az atomraktárak fedésére. Háborús helyzetben innen kapta volna a tapolcai 5. Önálló Hadműveleti Rakétadandár is az atomfejeket.

## Átadás-átvétel
Az objektum őrzését a kivonuló szovjetektől 1990. március 28-án vette át a Magyar Honvédség (83 fő).

## Kapcsolódó szócikk
- Magyar hadtörténet a hidegháború idején